# Liste de forêts en Israël

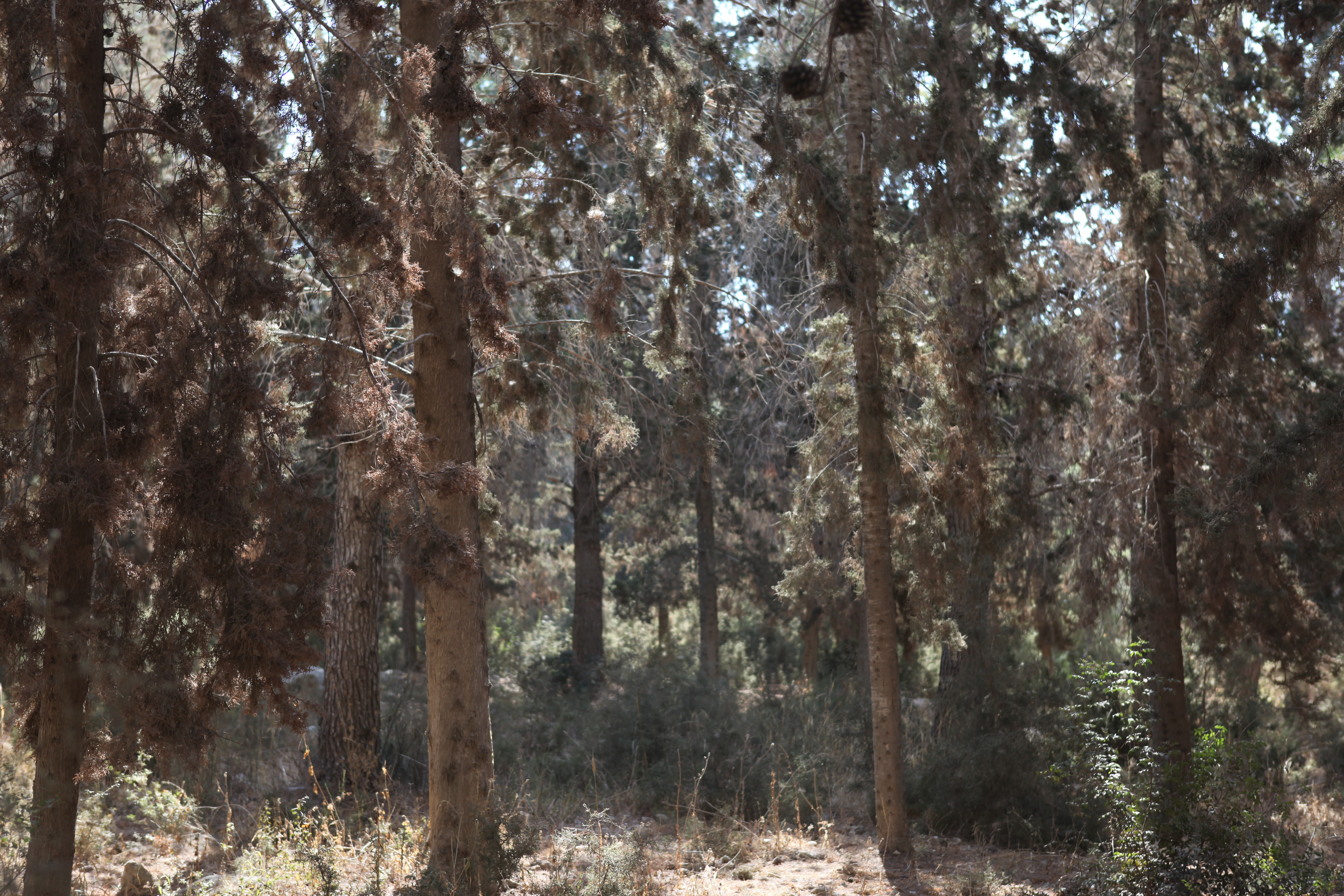
Forêt Ben Shemen dans la Shefelah.

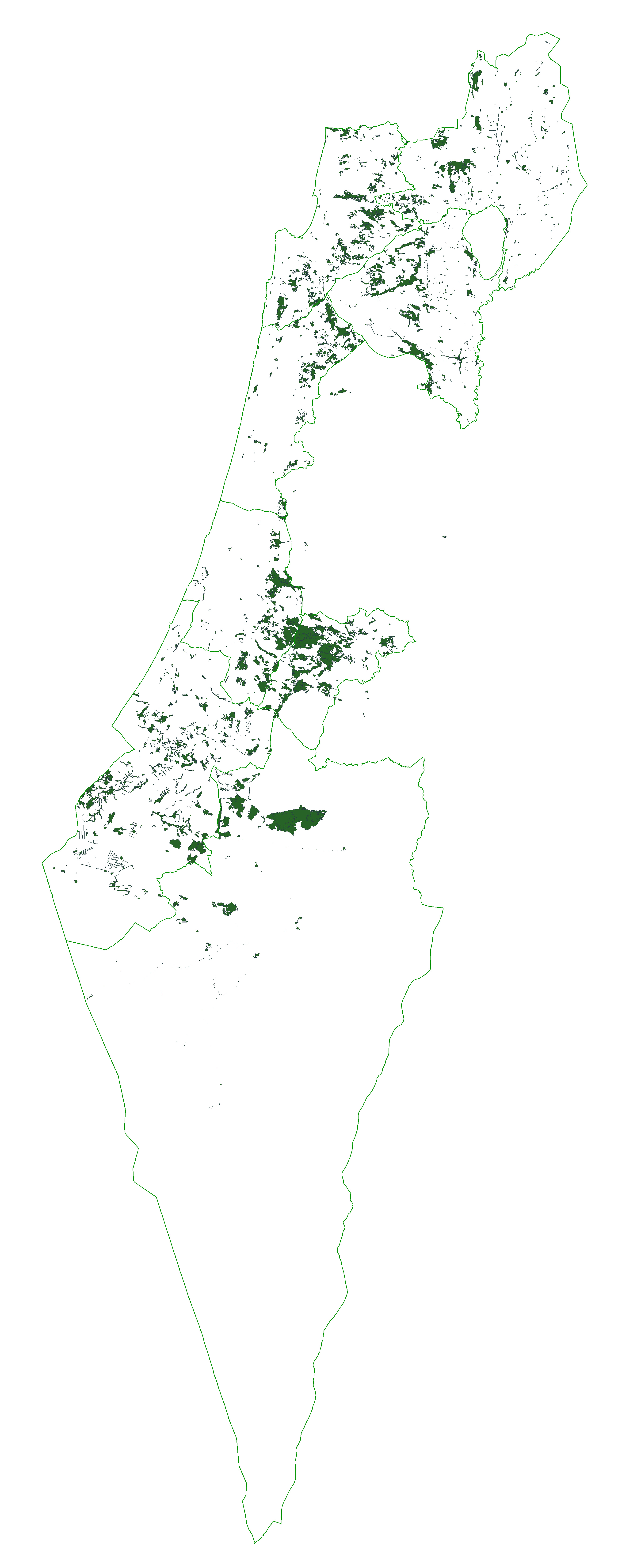
Carte des forêts plantées en Israël.

Les forêts d'Israël résultent principalement d'un formidable et ambitieux programme d'afforestation, mené par le Fonds national juif (JNF), depuis le début du XXe siècle. 
Cet article présente une liste non exhaustive des forêts d'Israël.

## District Nord

### Galilée

#### Haute Galilée
- Forêt Baram – (proche du Mont Méron)
- Forêt de Biriya – (près de la ville de Safed)

#### Basse Galilée
- Forêt de Beit Keshet (Mont Thabor)
- Forêt de Tibériade

### Mont Carmel
- Forêt de la côte du Carmel – (près de la ville de Haifa)
- Forêt de Hadera – (près de la ville de Hadera)

## District Centre

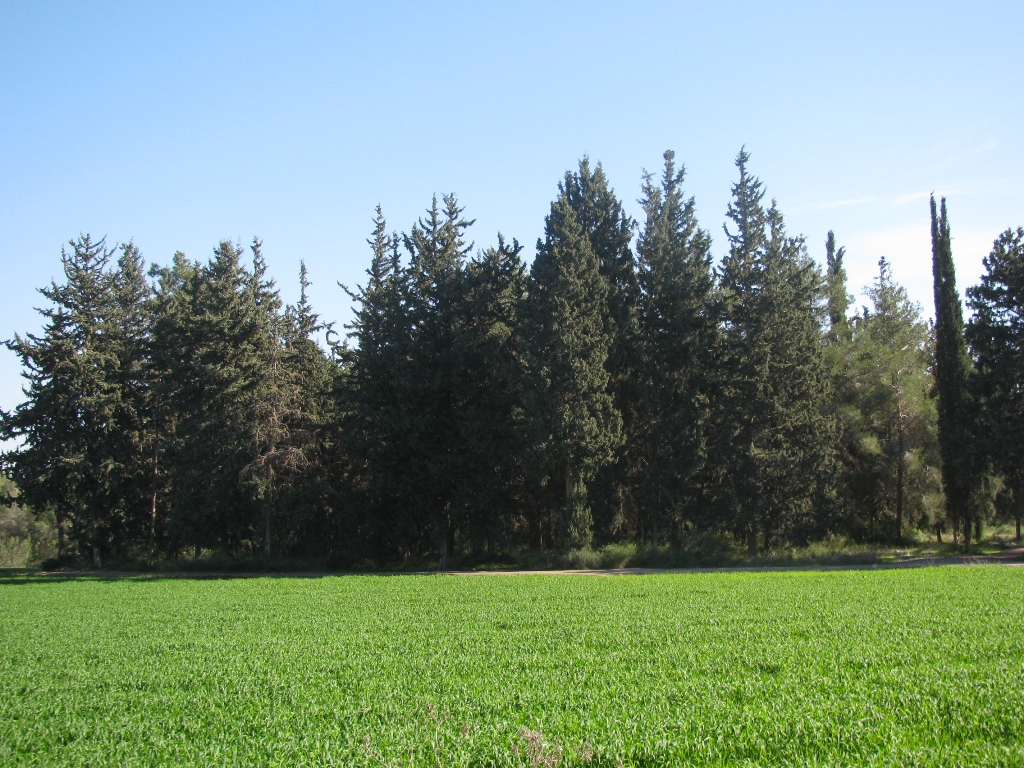
La Forêt Ben Shemen

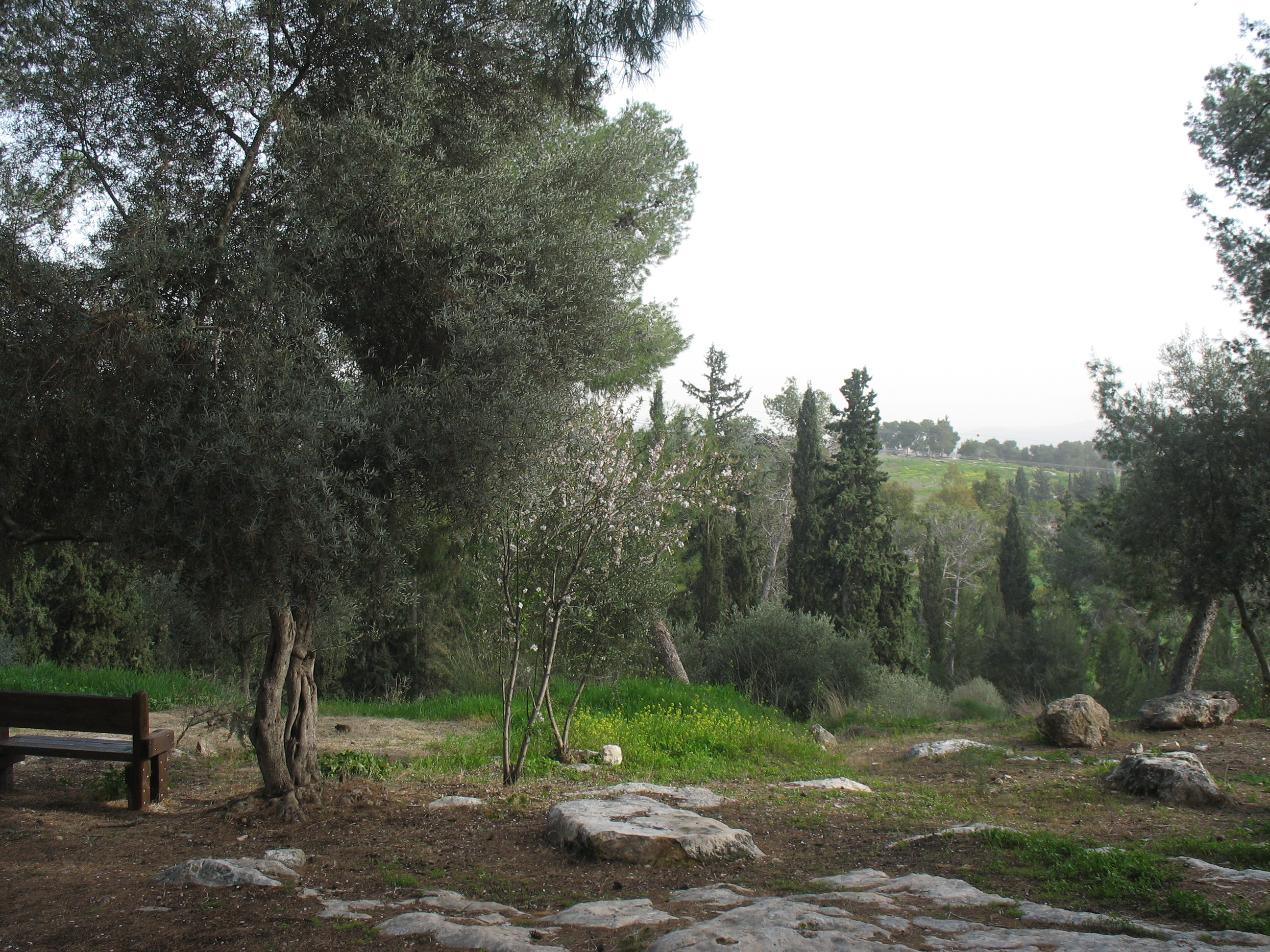
Olivier et amandiers dans la Forêt Houlda

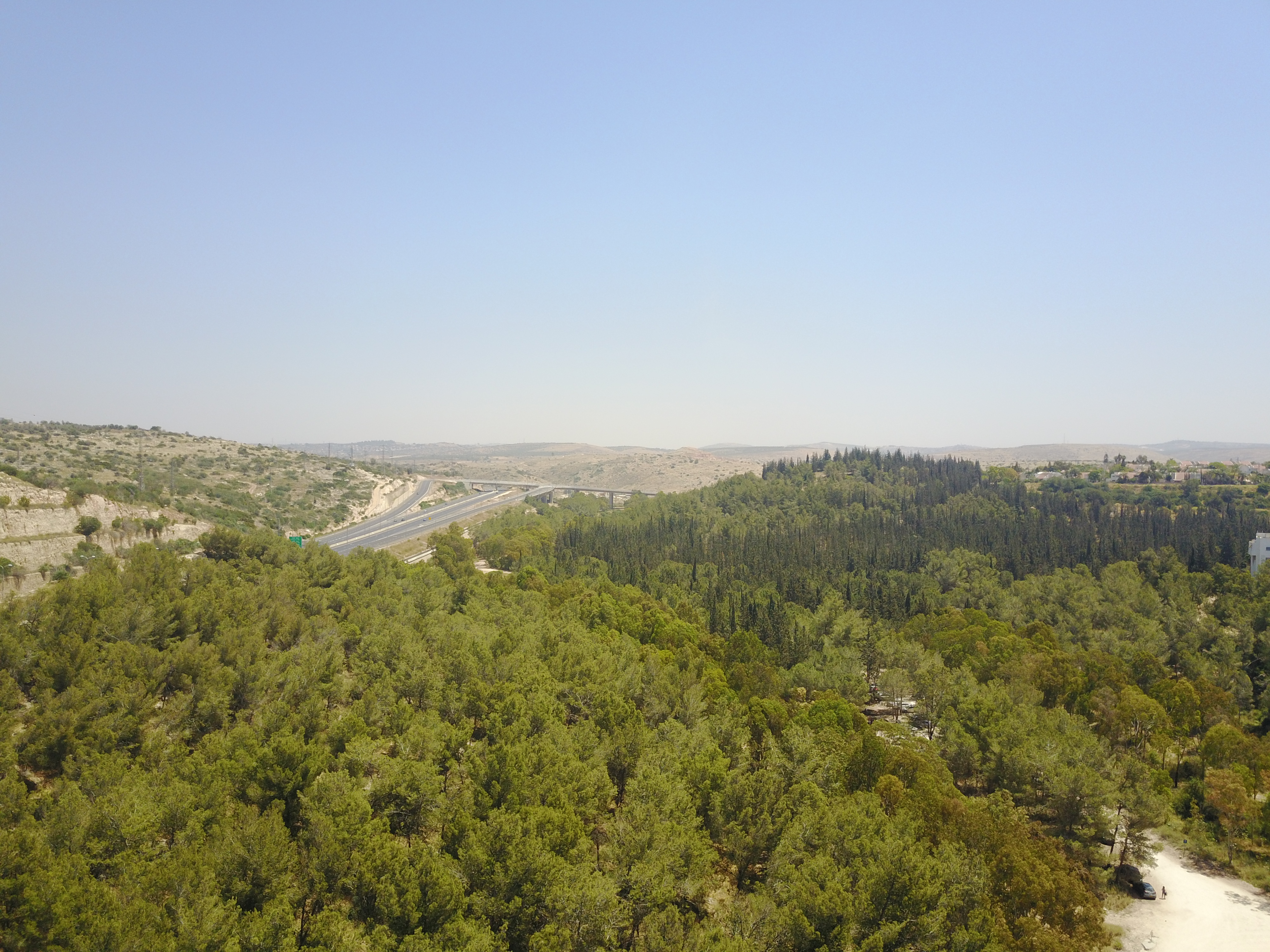
La Forêt Rosh HaAyin à l'est de la plaine de Sharon.

### Plaine de Sharon
- Forêt Rosh HaAyin ( près de la ville de Rosh HaAyin)

### Shephelah
- Forêt Ben Shemen
- Forêt Herzl
- Forêt Houlda

## District de Jérusalem

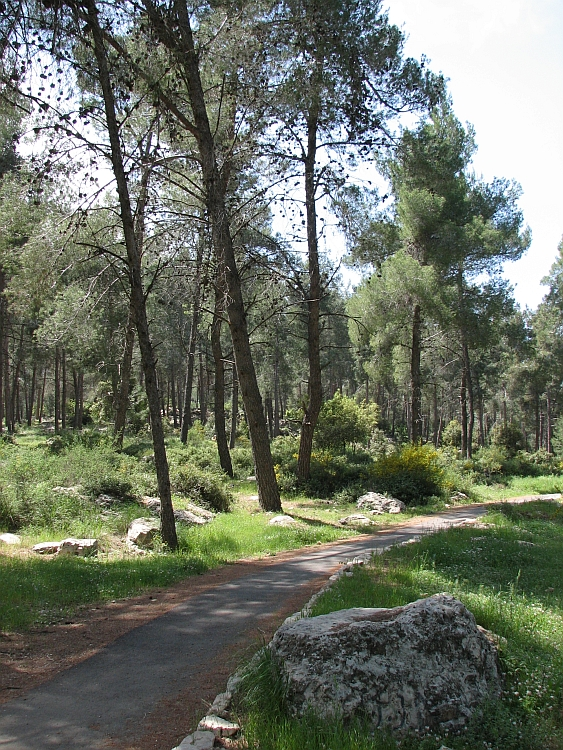
Forêt d'Aminadav.

- Forêt d'Aminadav – dans les  Monts de  Judée
- Forêt d'Eshtaol - près  de Beit Shemesh
- Forêt de Jérusalem
- Forêt  des Martyrs
- Forêt de Ramot – (environs de  Ramot

## District Sud
- Forêt d'Amatzia

### Néguev
- Forêt de Be'eri
- Forêt de Yatir  – (nord-est du Néguev)